# ダウンタウン (ロサンゼルス)
ダウンタウン・ロサンゼルス（英：Downtown Los Angeles）はロサンゼルスの中心業務地区、同時に約50,000人が住む多様な住宅地でもある。2013年の調査によれば、地区には500,000人以上の雇用がある。
集落が建設された1781年からの伝統として、今日のダウンタウンはファッション地区からドヤ街(スキッドロウ)まで多彩な構成を持っており、メトロレールが地区の中心を走っている。地区はかつて、銀行や百貨店、ピクチュア・パレスが住民と観光客を引き入れたが、（2000年早期から始まった）ルネサンスと呼ばれる再開発が近年に完了するまで、経済的な下落と10年に渡る沈滞の苦しみが続いた。再開発によって地区の古い建築物は新規用途への変更が始まり、超高層ビル群が建てられた。ダウンタウンは現在、連邦や州・郡の庁舎群、公園やシアターなどの公共施設が建ち並ぶ地区として知られている。

## 歴史

### 初期
初期のロサンゼルス・ダウンタウンにあたる地域は、インディアンのトングヴァ人の定住地として知られている。
後期ヨーロッパの植民地として、スペイン宣教師フアン・クレスピによる、カトリック教会カリフォルニア・ミッションの布教の場に適しているか探検され、1769年の記述によれば、この地域は「大きな植民地として地域の全てが必須」と記されている。
1781年9月4日、ダウンタウンにあたる地域は現代のメキシコの北部からやってきた、長い骨の折れる旅行をしてきた植民者の集団により発見された。
土地の投機は1880年代に増加し、都市の人口は1880年の11,000人から1,896年の100,000人に激増した。
都市基盤の増大と、通り基盤が据えられ、今日のシビック・センターとヒストリック・コア近隣に最初の南部開拓地開発がもたらされる。

### ダウンタウン黄金時代
1920年までには、ダウンタウンの都市鉄道は、当時最盛のニューヨークの鉄道線をも上回る広範囲に渡る、包括的な走行距離を誇った。この時代には、住人と多くの開発業者がダウンタウンLA中心地に殺到し、ダウンタウンは大首都圏へと変貌を遂げる。鉄道線は4つの国を結び、鉄道線路は1,100マイル(1,800 km)を超えた。20世紀の初めの間、南スプリングストリートの周辺に銀行機関が密集し、スプリングストリート金融地区を形成する。度々「西のウォールストリート」と呼ばれ、ダウンタウン地区にはバンク・オブ・アメリカ、ファーマーズ＆マーチャント銀行、クロッカーナショナルバンク、カリフォルニア銀行、国際貯蓄&為替銀行を含む金融機関の本社が建ち並んだ。
ロサンゼルス株式取引所は、ルート110が交差する新しいビルに移転するまでの1929年から1986年まで、回廊地帯に位置していた。商業の成長は、この期間いくつものグランドホテルの建設もたらす。アレクサンドリア(1906)、ロスリン(1911)、ビルトモア(1923)が建てられ、グランドホテル建設予定地ではロスアンゼルスの人口の増加をもたらした。ブロードウェイは夜の遊び場、ショッピング、娯楽等が建設された地区となり、1932年以前に12以上の劇場と映画館が建てられた。当時の最大の百貨店は、ブロードウェイ、ハンバーガー&ソンズ、メイカンパニー、JWロビンソンズ、ブロックスがあり、これらに勤める裕福な人がバンカーヒル近隣の住人となった。
数々の専門店が繁盛したが、この中で宝飾店を営む店が集まり、ダウンタウン宝飾地区となる。これら早期の宝飾業者の中にレイキン・ダイアモンドカンパニー（後に Laykin et Cie ）と、ハリー・ウィンストンがあった。両会社はアレクサンドリア・ホテル5thとスプリングストリートで営業を始めた事が確認出来る。
ユニオン駅 (ロサンゼルス)は、1939年5月に駅を開き、多くの地域でサービスを統一し、ダウンタウンの地域と長距離の旅客列車となる。ユニオン駅はアメリカの中でその壮大な規模により、"偉大な鉄道駅"の一つとなった。

### 下り坂と再開発

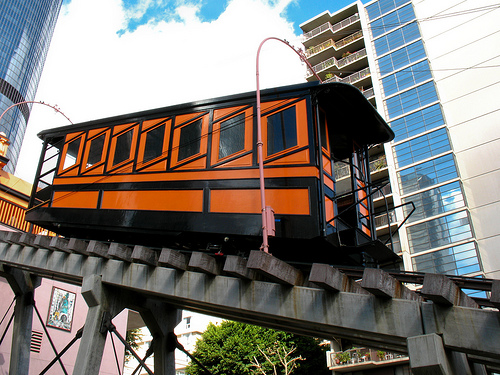
2011年11月 – エンジェル・フライト

ダウンタウンは第二次世界大戦後に、郊外化された。ロサンゼルスは高速道路網が整備され、自動車の所有者は増加したが、自動車の発展によりダウンタウンの都市への投資は減少していく事になる。多くの会社（本社）が、ゆっくりと郊外化の為分散され、企業の合併と買収が相次いだ。かつては裕福だったバンカーヒル近隣は、低収入な住人の宿泊地となり、威厳あるビクトリア朝のマンションは簡易宿泊所へと変貌する。1930年以前から、プラザ地域にある巨大で古い歴史のあるビルは取り壊され、街には多くの駐車場が造られた。高い需要のため駐車場が造られ、駐車場自体の儲けが多いので、他の建物を建設する選択肢はなくなったが、その恩恵によりダウンタウンは保護されていた。この地域の住人の大部分が減少したが、街ビジネス自体の生存能力（実行可能性）が歩行者を魅惑する事になる。ほとんどのアンジェレノス（ロサンゼルスが出生地の住人）は、ダウンタウンでは自動車を降りることなく特定の目的地域にたどり着き、早急にビジネスを終わらせるようになった。荒廃する地域と魅惑的なビジネスをダウンタウンに取り戻す為に、1955年にロサンゼルス市の再開発コミュニティはバンカーヒル再開発計画に着手する。最大の整理計画が、家を更地にし開拓地にする将来に渡る商業的超高層ビル郡開発計画だった。この計画段階では、近隣全体の整理と1969年のエンジェル・フライトケーブル鉄道の枠型を見る事が出来る。エンジェルフライトが5年の期間再稼働されるが（1996年に再開）2001年の致命的な事故の後に再び運転中止となる。2010年3月15日、鉄道は安全システムとブレーキを広範囲に渡り改善し、旅客サービスを始めた。バンカーヒルのクラスAオフィスが利用可能になり、ダウンタウンLAの多く金融公庫が新しいビルに移動を始め、金融機関が以前のスプリングストリート金融地区から離れ、ビルの一階より上に賃貸者がいなくなる。
続いて会社の本社部分が6ブロック西に動き出し、1980年代には最高潮に達したブロードウェイの大型店が閉められた。しかし、ブロードウェイ劇場はこの間、スペイン語映画ハウスを多く見出し、1950年から始まるスペイン語劇場のミリオンダラーシアターへの改造が始まる。

### 近年

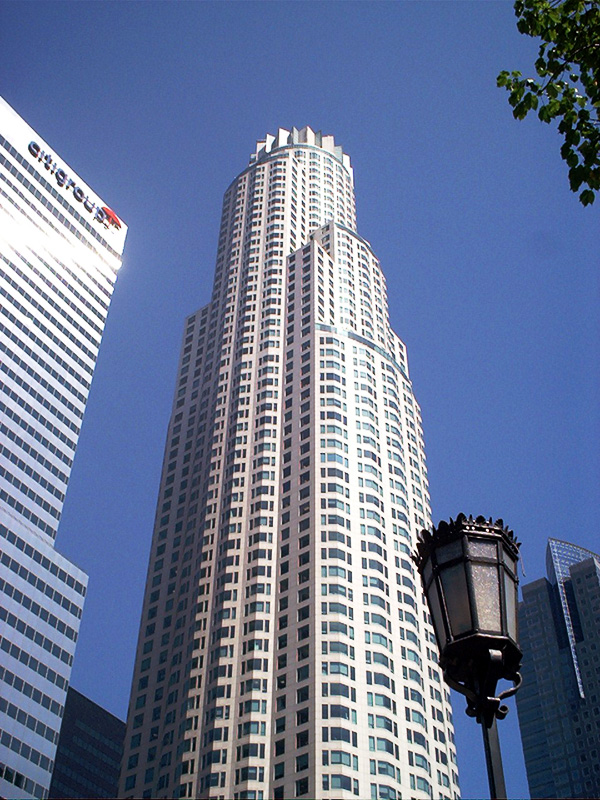
ダウンタウンのライブラリータワーはミシシッピ川の西で最も大きなビル

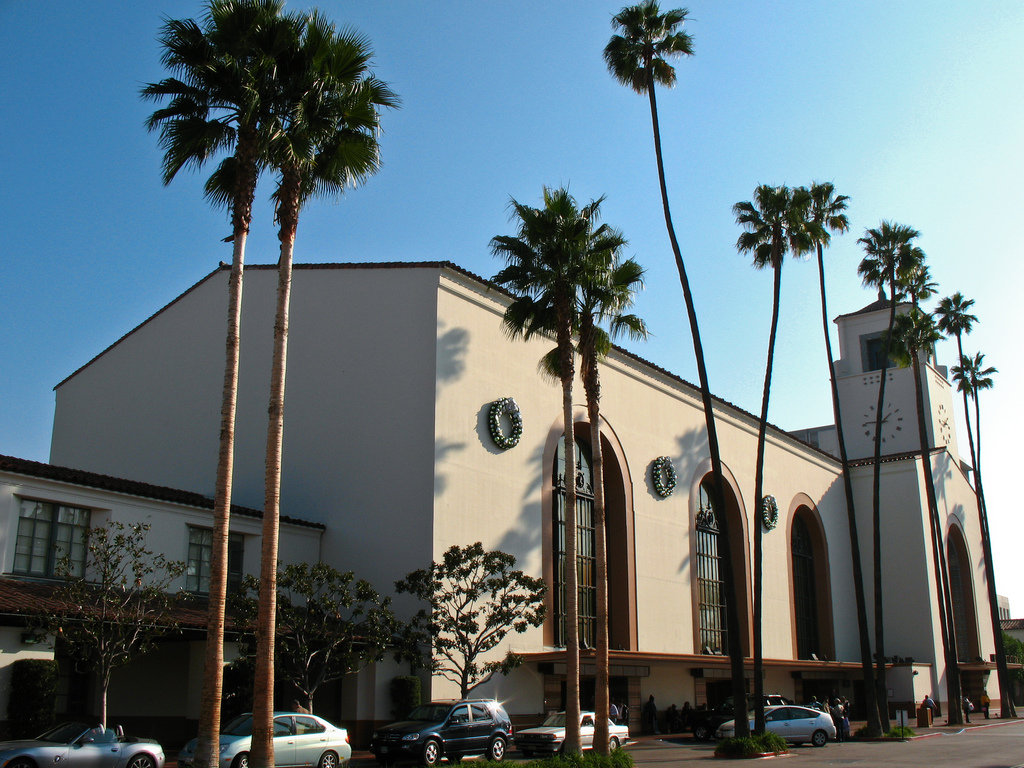
ユニオン駅 (ロサンゼルス)

2013年中頃、ダウンタウンは"ヒップ（最新情報に通じている）とウェルヒールド（金持ち） の住人の人口が増えている界隈"とされている。ダウンタウンのビルオフィス市場が、バンカーヒルの西とロサンゼルス金融地区へと移転した事により、多くの歴史的ビルオフィスは、近年10年の間に手をつけられていない。あったとしても簡素に保管されたものや、全く空になったものになった。
1999年、それに伴いロサンゼルス・シティカウンシルは、適応型再利用条例を通し、開発業者が、廃れて空になったオフィスや商業ビル郡を、より簡単にロフトアパートや高級アパート、高級な団地型マンションに改装させる事が出来るようになる。
2009年の早い段階では、14,561棟に及ぶ居住郡が適応型再利用条例の下に建築され、それに伴い居住人口が増加し、2006年には28,878棟居住住宅、また滞在者住宅（ホテル含む）だったが、2008年には39,537棟と36.9%も増加し、ダウンタウン・ロサンゼルスの近年では新しい生活と住宅による新しい投資が見られるようになる。
- 1999年に開店したステイプルズ・センターが、ダウンタウン復興計画に非常に貢献した。ステイプルズ・センター近隣には毎年400万人

近い観光客が訪れ、250に及ぶイベントが開催されている。ステイプルズ・センターの開店以来、L.A.ライブ近隣のノキア・シアターやグラミー・ミュージアム等の複合施設が完成した。
- ロサンゼルス・メトロレール（英語版）の輸送網がダウンタウンに集中すると、都市の中央へアクセスを促し、都市の西側が混雑した。
- 開発業者と投資家が、グランド・アベニュー付近に18億ドルに及ぶダウンタウン復興計画を画策している。

グランド・パークの開発、大都市の公園、フランク・ゲーリーが設計した都市のランドマークとなる建物や、ウォルト・ディズニー・コンサートホール、広大な近代芸術美術館等が、2015年に開店する予定となっている。
- 2007年8月7日、ロサンゼルス・シティカウンシル（英語版）が、ダウンタウンの開発規則と地区制の大更迭（徹底的な変革）を承認した[16]。市長のアントニオ・ヴィライゴサ（英語版）による強い要望があり、大規模で高密度なダウンタウンの開発がなされる;

開発業者が、低収入の住人の住宅用地として15%の土地を残しておく事によって、いくつかの空地開発における必要条件が免除され、彼らの住居を建築する事で、土地にかかる地区規定が35%以上免除される。
- 2009年、ボッテガ・ルイ（英語版）は、グランド・アベニュー（英語版）と、7th通りにある歴史的なブロックマン・ビルディング（英語版）の１階に店を開店させた。

1階にはレストランが多く立ち並び、巨大で新しいレストラン郡と小売店を開店した事によって、ダウンタウンの復興に貢献する事になった。これには、2012年のブロックマンビルディングの11階から上を高級なロフトアパートとして売り出す狙いもあった。

## 地理
ダウンタウン・ロサンゼルスは、北側から北西にかけてエコーパーク、北東がチャイナタウン、東側にボイル・ハイツ、南にバーノン、南西にヒストリック・サウス・セントラルとユニバーシティ・パーク、西側にピコユニオンと、ウエストレイクが並んでいる。
ダウンタウンの境は、セザール・チャベス・アベニューにより北西側と、ロサンゼルス川による東側、バーノンとロサンゼルスの市境いによる南側、ワシントン大通りによる南西側と、ルート110もしくは、ボードリー・アベニューの西側で区切られており、ルート101の世界初の4段インターチェンジもダウンタウンには含まれる。

## 近隣界隈
ダウンタウン・ロサンゼルスと他のコミュニティ:

### 地域を含んだ界隈
小さな地域を含んだダウンタウン・ロサンゼルス界隈:
- 芸術地区(Arts District)[22]
- バンカーヒル(Bunker Hill)[20]
- スキッド・ロウ[20]
- シビック・センター(Civic Center)[20]
- ファッション地区(Fashion District)[20]
- 金融地区(en:Financial District)
- ギャラリー・ロウ(Gallery Row)
- ヒストリック・コア(en:Historic Core)
- 工業地区 (Industrial District)[20] または南東工業地区
- 宝飾地区(Jewelry District)[20]
- リトル・トーキョー[20]
- オールド・バンク地区 (Old Bank District)[20]
- サウスパーク(South Park)[20]
- 玩具地区(Toy District)
- 卸売地区(Wholesale District) または、倉庫地区

## 人口

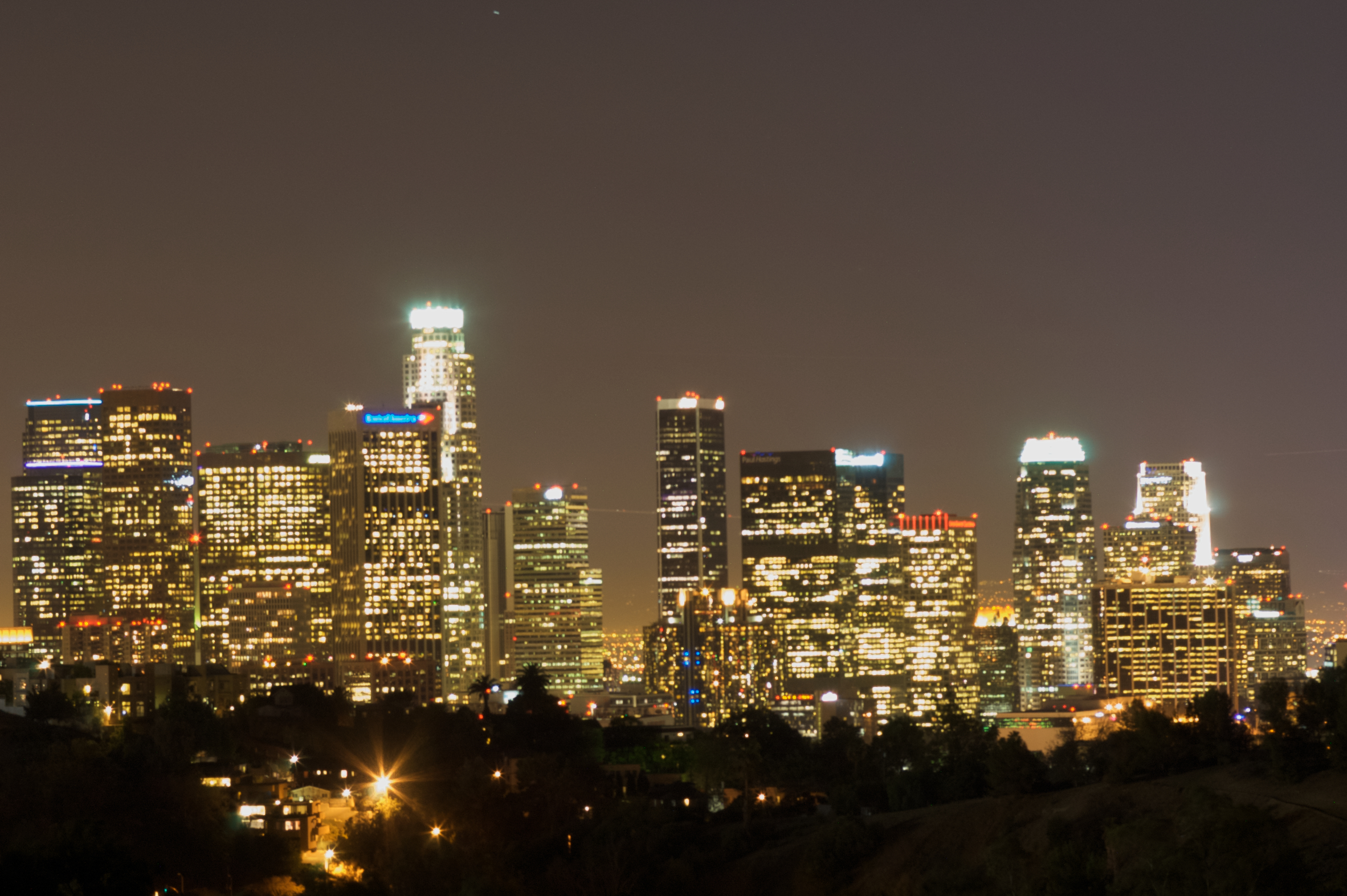
夜のダウンタウン・ロサンゼルス

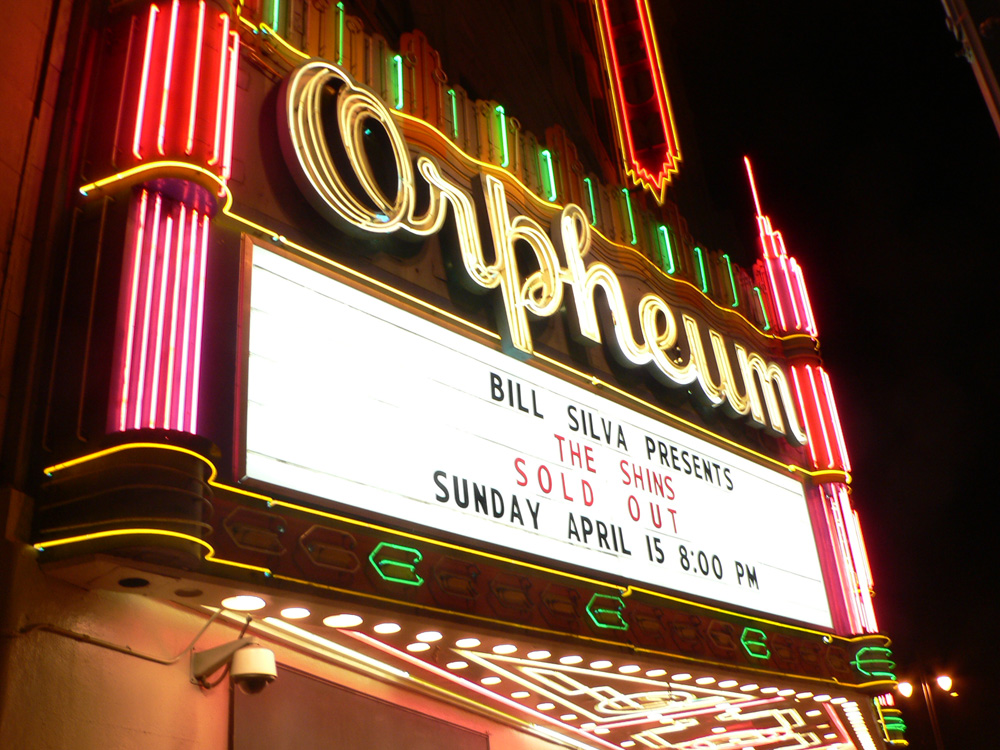
オーフェイムシアター, 2007

2000年の人口調査では、ダウンタウンの15,1km2に27,849人の住人が住んでおり、2008年には34,811人に人口が増えたとされている。2014年地区の人口は52,400人、5,200世帯が建設中とされている。市とロサンゼルス郡における住人の中央年齢は39歳となる。2010年の人口調査によると、ダウンタウン・ロサンゼルスは大きく４つの種族（アジア系アメリカ人(23%)、アフリカ系アメリカ人(22%)、ラテン系アメリカ人(25%)、白人(26%)）と民族によって構成されている。2000年の人口調査によれば、ダウンタウンの多様性指数は0.743と、ロサンゼルスの中で2番目に多様な街で、ロサンゼルスのミッドウィルシャーに次ぐ。同年の民族分類によると、ラテン系アメリカ人36.7%、アフリカ系アメリカ人22.3%、アジア系アメリカ人21.3%、白人16.2%、他3.5%となっている。メキシコ人(44.7%)と韓国人(17%)はほとんどが同出生地となり、41.9%は海外で生まれ育っている。2008年の家計の収入において中央値は$15,003、市と国、両方から考慮しても低い賃金体系となる。収入を世帯で見ると、ロサンゼルス郡では最も高い$20,000、それ以下の世帯が57.4%、続くユニバーシティ・パークでは$20,000以下の世帯が56.6%、チャイナタウンでは53.6%となっている。1世帯辺り1.6人の人口に関連して、世帯収入は低くなっている。2000年、2,400人の退役軍人がダウンタウンに住んでおり、人口の9.7%を占め、これは郡全体の平均よりも高い。住戸の93.4%は賃貸で、残りはアパートもしくは住宅オーナーとなる。

## 公共交通サービス

### 地元の交通サービス

現在のメトロレール地図、路線と高速輸走線

ダウンタウン・ロサンゼルスは、中央の鉄道運行システムが成長しメトロリンク、2つの地下鉄、3つの鉄道線、合わせて6つの通勤線が走っており、バスにおいてはロサンゼルス郡都市圏交通局(Metro)を利用出来る。
主要な地下鉄と鉄道駅は、ユニオン駅 (ロサンゼルス)、シビックセンター駅、パーシングスクエア駅、メトロセンター駅、ピコ駅、アーツ・ディストリクト駅となる。
- 近年のメトロレール（英語版）システムの１航程は、 小型レールのブルーラインが1990年に登場し、続いて鉄道のレッドラインが1993年、小型レールのグリーンラインが1994年、同じく小型レールのゴールドラインが2003年に、ゴールドライン東側延長線が2009年、小型レールのエキスポライン（英語版）が2012年の順で登場した。

- 2009年遅く、バスの高速輸送計画がシルバーライン（英語版）として登場し、2つの繋がっていない高速輸送線バスがダウンタウンで運転している。

- 2006年レッドラインの一部が分かれ、ロサンゼルス郡都市圏交通局から地下鉄のパープルラインとなった。

パープルラインはコリアタウンの中で、ユニオン駅 (ロサンゼルス)からウィルシャー・ウエスタン駅まで運転している。西に向けた延長路線として、現在ウエストウッド行きの鉄道も計画されている。
- メトロではバスの延長路線ネットワーク[27]

として、メトロローカル、メトロ通勤快速バス、メトロ高速バスが限定的に運転されている。
- ロサンゼルス輸送部門（LADOT）によって、7つのLADOTダッシュ（英語版）と呼ばれる定期往復便が週日運転している[29]。

週末になると、ラインDD（ダウンタウン・ディスカバリー）、ラインA, B, C, D,EとFが運転される。

### 交通機関の展開

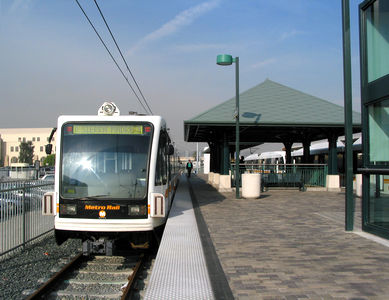
ゴールドラインユニオン駅

- ロサンゼルス郡都市圏交通局エキスポライン（英語版）は第1段階を完成させた。

計画は、カルバーシティを経由してダウンタウンとメトロセンター駅繋ぐ、前パシフィック電鉄サンタモニカ航空会社の鉄道用地を使うものだった。第2段階は2015年までにサンタモニカへ路線を拡張する計画となる。エキスポラインは、ワシントン大通りのブルーライン、ピコ駅とメトロセンター駅両方の鉄道線路を共有している。
- ユニオン駅 (ロサンゼルス)は、2012年に始まった将来のカリフォルニア高速鉄道計画の主要駅とならなかった[32]。

計画は、サンホアキン・バレーを経由し南北カリフォルニアを繋ぎ、1時間に350 km/h、220マイルを平均で進むカリフォルニア高速鉄道を走らせる事ものだった。
- 建設中の地域連結手輸走通路（英語版）は、エキスポラインとゴールドラインを繋ぎ、リトル・トーキョーにある1stセントラルを、7thストリートメトロセンターに改名させる予定となっている。

- ロサンゼルス・ダウンタウンの市街電車として、路面電車を使い、ブロードウェイ（英語版）を経由し、グランド・アベニュー文化回廊とバンカーヒル（英語版）、L.A.ライブを繋ぐ開発が行われている[34][35]。

### アムトラック

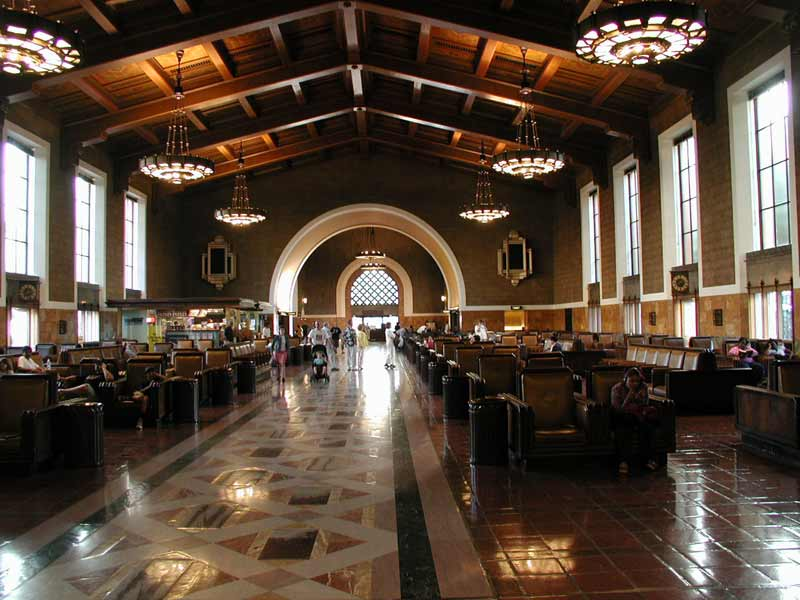
ユニオン駅 (ロサンゼルス)の中央ホール

アムトラックはユニオン駅 (ロサンゼルス)を通じて、ロサンゼルスの都市間を5つのルート（コースト・スターライト、パシフィック・サーフライナー、サウスウェスト・チーフ、サンセット・リミテッド、テキサス・イーグル）の列車サービスを提供している。

### グレイ・ハウンド
グレイハウンドは、ダウンタウン・ロサンゼルスの７つの交差点とアラメダ通りにバスターミナルを提供している。

### ロサンゼルス国際空港サービス
- ロサンゼルス・ワールド・エアポート（LAWA）は、定期往復便のシャトルを30‐60分ごとに、ユニオン駅 (ロサンゼルス)とロサンゼルス国際空港の間を走らせている[37]。

## 市景

### 公園と開放スペース

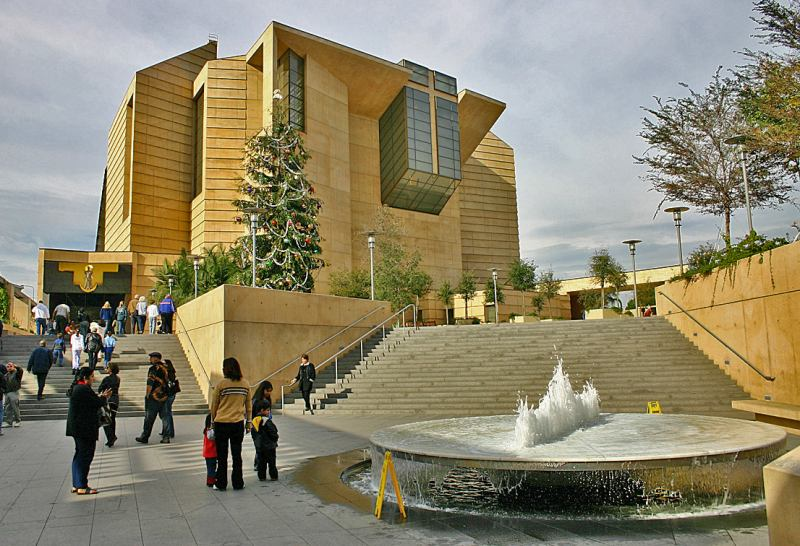
天使のマリア大聖堂はロサンゼルス・シティホールに隣接した場所にある

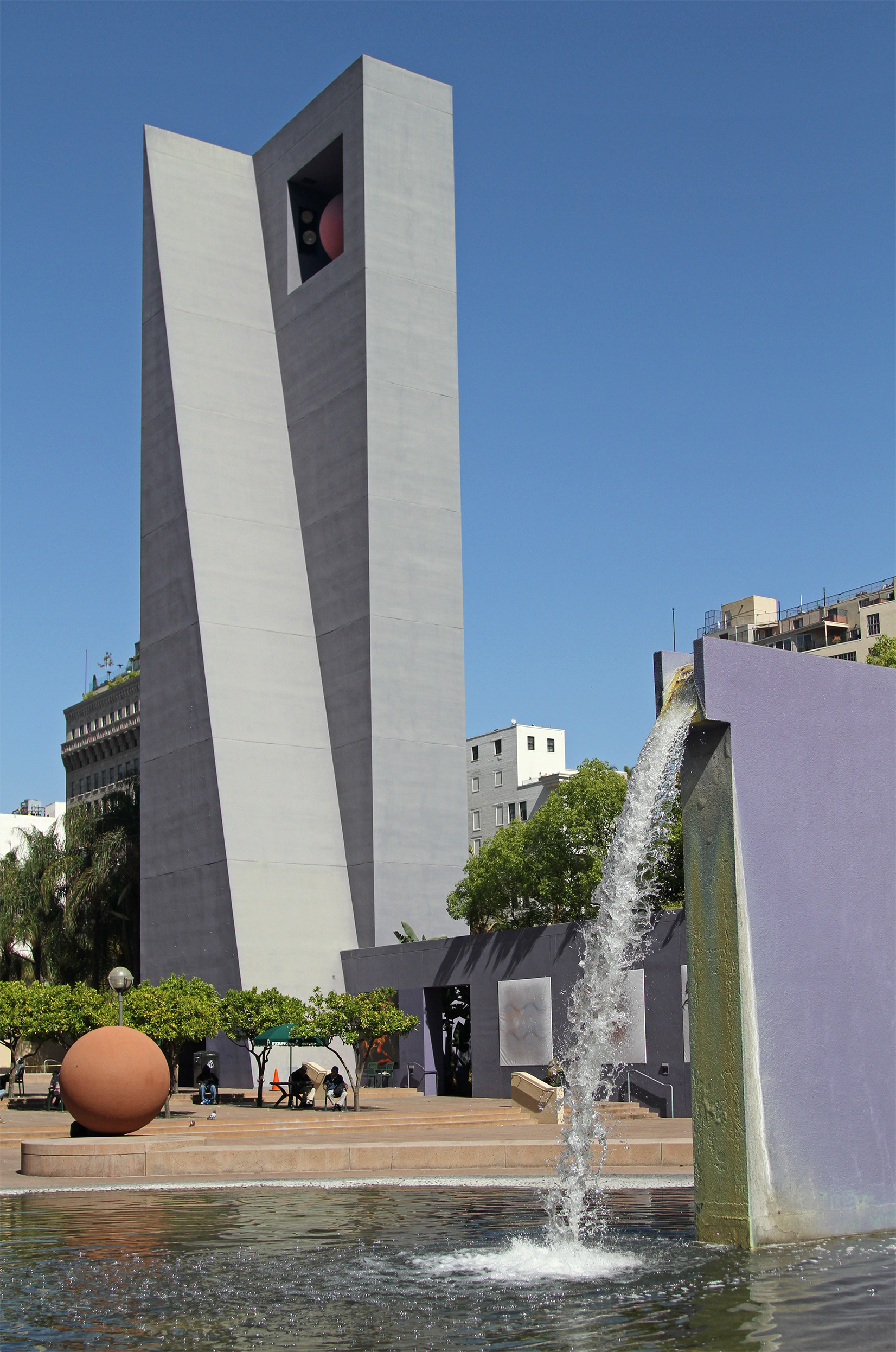
パーシング・スクエア

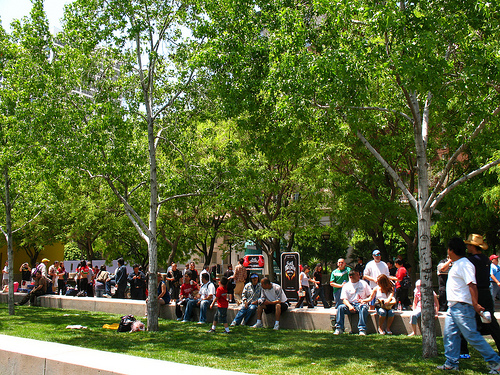
公園のサマーコンサートシリーズ、パーシング・スクエア

ダウンタウン・ロサンゼルスには、いくつもの公共の公園、広場、庭園と空き地がある:
- ビディ・マソン・パーク（英語版）
- 天使のマリア大聖堂 瞑想庭園とオリーブ庭園 (公園)
- グランド・パーク（英語版）
- ラ・プラクティア・オルヴェラ（英語版）
- マガイル・ガーデン（Maguire Gardens）
- パーシング・スクエア（英語版）
- ロサンゼルス市庁舎 南側芝地
- ロサンゼルス市警察 警察行政ビル[38] 南側芝地
- ロサンゼルス・ステート・ヒストリック・パーク（英語版）
- ユニオン駅 (ロサンゼルス) 庭園
- ウォルト・ディズニー・コンサートホール公共公園
- カリフォルニア・プラザ（英語版）ウォーター・コート、野外公演場、ダイニングスペースと噴水, 日陰席と円形演技場.
- ジャパニーズ・ガーデンと リトル・トーキョー文化・コミュニティ・センター・プラザ
- 京都グランド・ホテル・アンド・ガーデン（英語版）の日本庭園
- バンク・オブ・アメリカ・プラザ（英語版）の庭園

いくつかの公園は、開発業者とロサンゼルス市で官民提携をして提供されている。リトル・トーキョー の日経センターが開発した公共の公園や、メダリオン開発による、ヒストリック・コア内にある1エーカー (4,000 m2)の公園; ウィルシャー・グランドホテル内のポケットパークは現在建設中である。近年、ロサンゼルス市が、ヒストリック・コア近隣内にある南スプリングストリートの400ブロックに渡る新しい公園を完成させた。

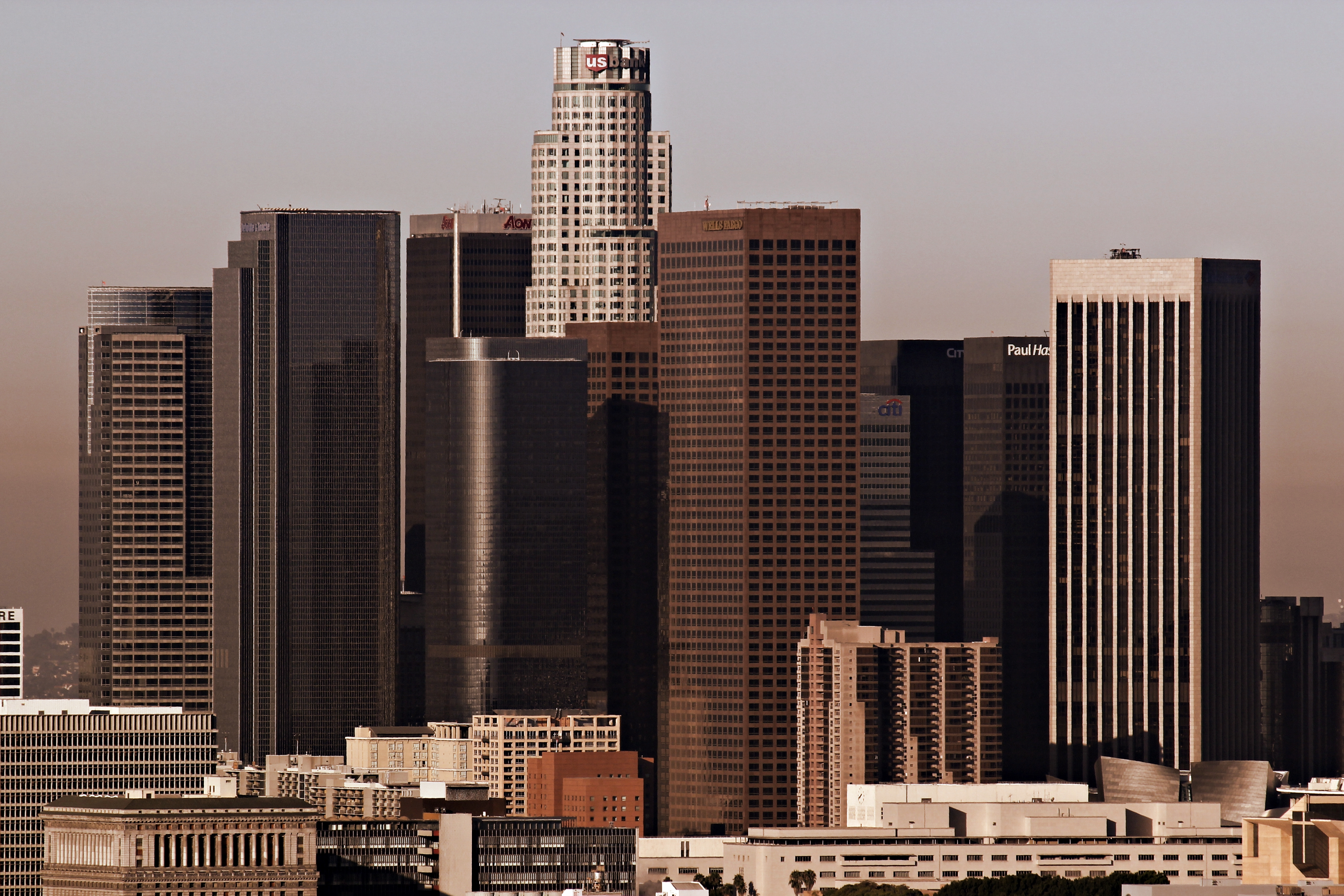
ロサンゼルス近代のスカイラインは、1957年に制約された厳正な高度制約が終結した

### スカイライン
スカイラインは分散化され、比較的に新しい構造建築をされたビル郡にもかかわらず、（ロサンゼルス市は1958年まで27階以上の都市ビルを建築するのを許さなかった ）ロサンゼルスの高層建築ビル郡は、アメリカ合衆国の中でも最も大きな高層建築ビル郡が並ぶ市の1つであり、近年の開発者は迄高層建築ビル郡を建設し続けてきた。スカイラインは、地震性の基準デザインに改造され、急速に高クラスの耐震性ビルが多く造られた。新しい超高層ビル郡の多くには、住居とホテルが含まれ。近年の、そして近未来の超高層ビル建設は以下となる：
- ダニエル・リベスキンドによって設計された居住用タワー、フィゲロア、1340

駐車場が表面に見えるよう設計されている、塔建設の計画はロサンゼルス市計画委員会による。
- 35階建ての居住用タワー、9thストリート、705、計画は泥沼化し破綻したにもかかわらず、2009年に建設された[44]。
- 26階建ての居住用タワー、オリンピック、717、2008年の中期に完成[45]。
- バンクーバー・オムニグループによって造られた、32階建てのアパートメント、オリーブ、888、2015年の第1四半期に開店予定[46]
- 28階建ての居住用タワー、コンチェルト、2009年に完成。居住タワーを追加しようとしたが、財政面で係争中。
- グランド・アベニュー・プロジェクト（英語版）、フランク・ゲーリーが設計し、複数期間の計画で、グランド・アベニュー、グランド・パーク（英語版）[47]、第1ストリートの角地の4区画を使った48階建てのホテルタワー計画は資金の問題で遅れたが、現在は進展中[48]。
- LAセントラル、RTKL連合が設計した２階建ての居住用とホテルの計画。サウス・パーク近隣。現在は建設中[49]。
- L.A.ライブ　ダイニング、娯楽、ホテル開発、ザ・リッツ・カールトンとJWマリオット・ホテル（英語版）を含み2010年2月に完成[50]。

リッツ・カールトンブランドの分譲マンション。
- マリオット・インターナショナルは現在、24階建てのカントリー・ヤード（英語版）とレジデンスINN（英語版）タワーをL.A.ライブの近くに建設した。2014年開店。

マリオット・インターナショナルは2016年にはルネッサンス・ホテルも建設中。
- メトロポリス、3-5塔で構成されたタワーを現在計画中。フランシスコと9thストリート[53]
- サウス「エレヴェン」「ルマ」「エボ」と呼ばれる3塔を11thストリートとグランド・アベニューから12thストリート全域を使って2009年に完成。
- ウィルシャー・グランド・タワー（英語版）を再開発、900部屋のホテルとオフィスを構想、現在建設中。

ミシシッピ川1,100フィートの西で最も高いタワーになる。

### ビルの高度制約:1904-1957
ロサンゼルスの高度制約条例では、最初に4thスプリング・ストリート南東角地に位置する13階建てのコンチネンタル・ビルディングの完成に規定が適用された。高度制約の目的は、市の制限密度の限界にある。この年、多くの街では超高層ビル郡に対する敵意があり、主な原因はストリート（通り）の過密化とされており、高度制約条例は共通の問題として論じられていた。1911年、市が通した高度制限条例によるとビルの高さを150 フィート(46 m)と制定した。例外は、装飾を施された塔で、条例が制定された年より後に建てられた、イースタン・コロンビア・ビルディングとユナイテッド・アーティスト・シアター、現在は取り壊されているリッチフィールド・タワーになる。もっとも、共通認識がある事実に、高度制約を課す事で地震に対する危険や、カリフォルニアの自然光を歩道に入り込ませる為であり、ニューヨークやシカゴの影響による、「アーバン・キャニオン」を回避するという事実もあった。
1904年に課せられたサンフランシスコ地震（1906年）から2年前の有名な制定は、地震が起こったその後もなお、南部カルフォルニアには地震による高度制約の課題が無いとするもので、現実の地震による高度制約の影響とは相容れないものであった。1911年の条例は1957年に廃止され、高度制約の廃止をした後の最初の個人的なビルは、スプリングストリートと6thストリートの南東に位置した、18階建てのカリフォルニア銀行ビルとなる。

## 政府と経済基盤

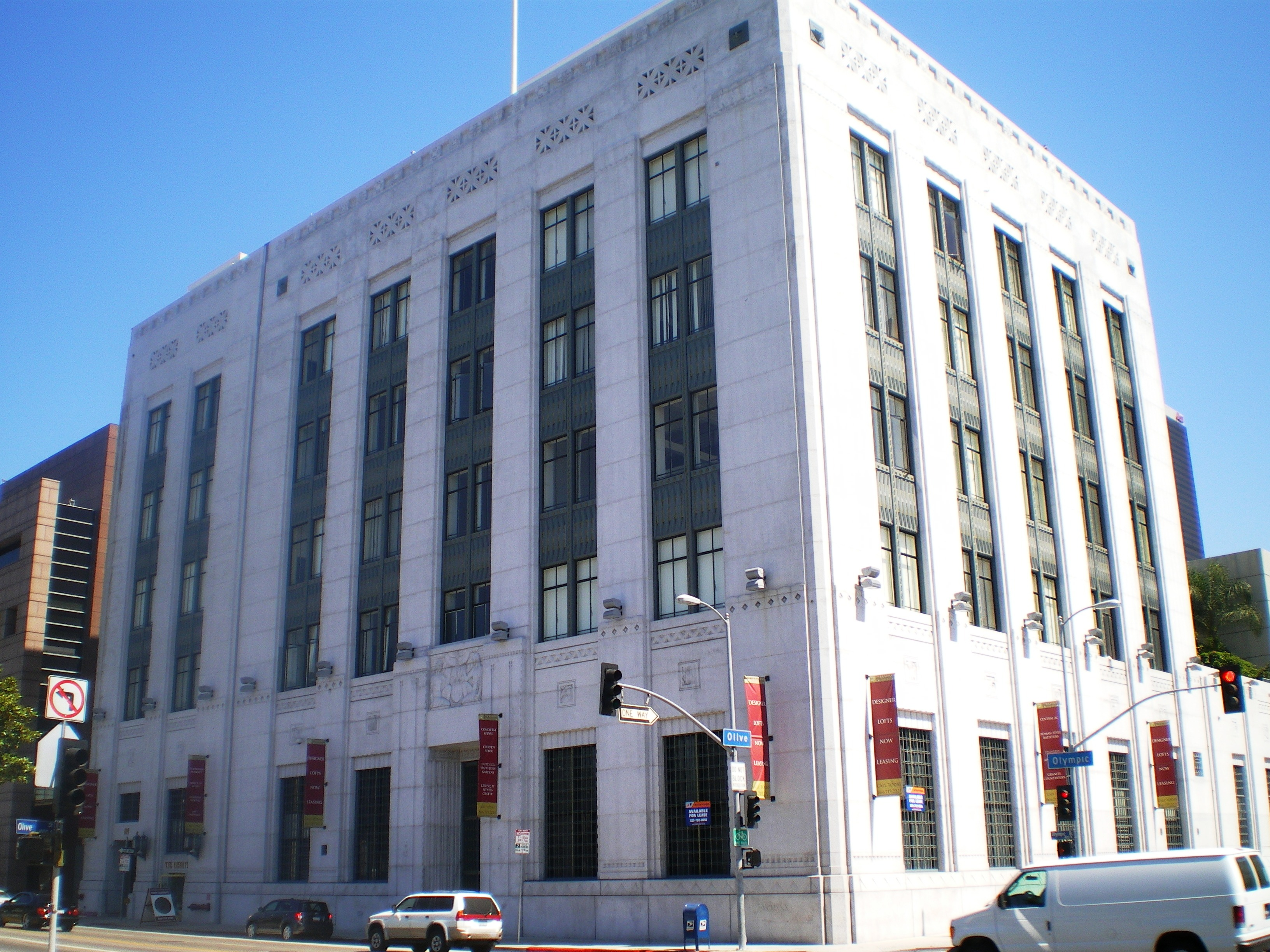
サンフランシスコ連邦準備金銀行ロサンゼルス支店このビルは今ロフトアパートになっている

ロサンゼルス・カントリー・デパートメント・オブ・ヘルス・サービスは、中央保健所を経営している。カリフォルニア・デパートメント・オブ・エデュケーションの南カリフォルニア窓口には、ロナルド・レーガンの事務所がある。サンフランシスコ連邦準備金銀行ロサンゼルス支店がある。

## 経済
アンシュッツ・エンターテイメント・グループの本社ビルがある。シドリー・オースティンにより、ガス・カンパニー・タワーが経営されている。

## 教育

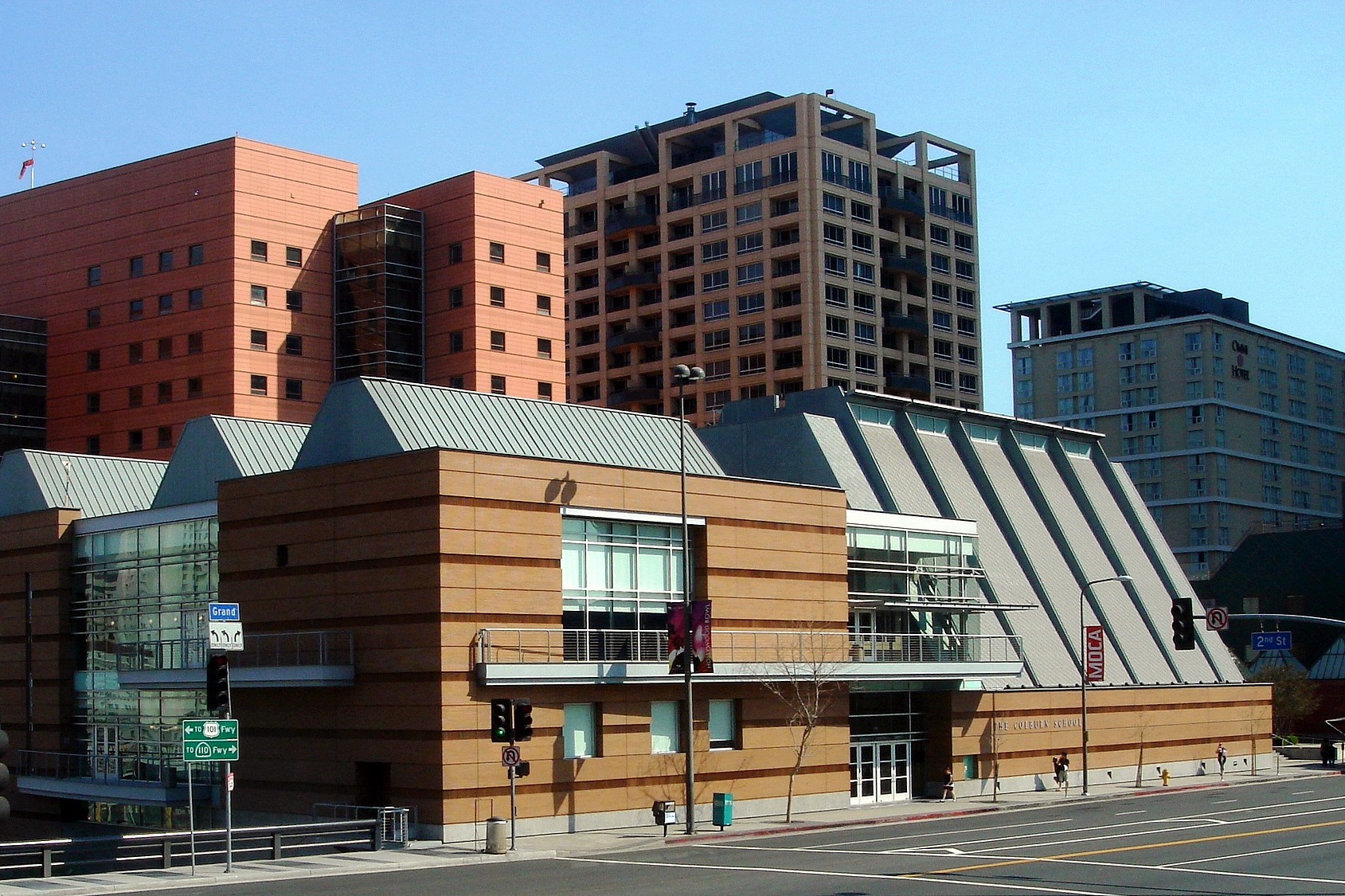
グランド本通りにあるコルバーン・スクール

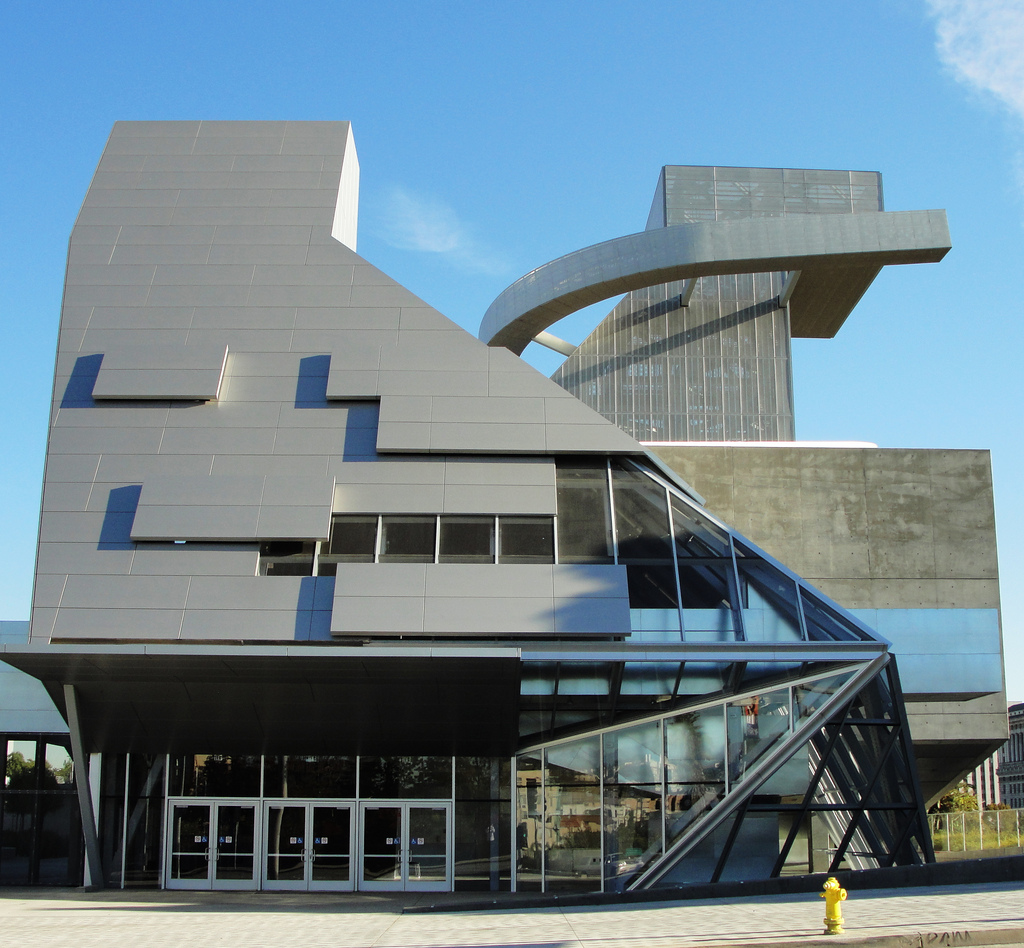
ヴィジアル・パフォーミング・アーツ、ラモーンC.カーテン高等学校

2000年の調査では、ダウンタウンに住む25歳かそれ以上の年齢の人の17.9%が4年制の学位を持っており、国と市の平均となっているが、ダウンタウンの住人は高い割合で、高等学校の卒業証書を持っている人が少ない。これらは、初等学校もしくは高等学校が、ダウンタウン近隣の境界に位置している為である:
- ラモンC.コーティネス・スクール・オブ・ビジュアル・アンド・パフォーミング・アーツ（英語版）、ロサンゼルス統一学区（LAUSD）、北部グランド・アベニュー、450

- ダウンタウン・マグネッツ高等学校（英語版）、ロサンゼルス統一学区（LAUSD）オルタナティブ、西部テンプル・ストリート、1081

- カリフォルニア・アカデミー・フォー・LS（英語版）、ロサンゼルス統一学区（LAUSD）認可、ウィルシャー本通り、700

- ドクター・オルガ・モーハン高等学校、ロサンゼルス統一学区（LAUSD）認可、西17thストリート、644

- アブラム・フリードマン職業学校、ロサンゼルス統一学区（LAUSD）成人教育、南オリーブストリート、1646

- メトロポリタン・継続学校、ロサンゼルス統一学区（LAUSD）、南ウィルソンストリート、727

- パラ・ロス・ニコン・ミドルスクール、ロサンゼルス統一学区（LAUSD）認可、東7thストリート、1617

- 聖マラキカトリック初等学校、私立、西81stストリート、1200

- トリ-C　コミュニティ・デイスクール、ロサンゼルス統一学区（LAUSD）、東14thストリート、716

- 幼稚園、ロサンゼルス統一学区（LAUSD）認可、初等教育、東7thストリート、307

- シティ・オブ・ロサンゼルス（以前は中央高等学校）、ロサンゼルス統一学区（LAUSD）オルタナティブ、南サン・ペドロストリート、1449[21]

- サン・ペドロ・ストリート初等学校、ロサンゼルス統一学区（LAUSD）、南サン・ペドロストリート、1635

- セイント・トリビアス初等学校（英語版）、私立、エセックスストリート、1524

- アメリカン・ユニバーシティ進学校（英語版）、私立、南フィゲロアストリート、345

- ファッション・インスティトゥート・オブ・デザイン・アンド・マーチャンダイジング（英語版）は、南ホープストリート、800[21][62]

- 音楽と芸能の為のコルバーン学校（英語版）、南グランド・アベニュー、200[63]

## 救急サービス

### 病院
カリフォルニア病院医療センターは、ダウンタウンのサウス・パーク地区、グランド・アベニュー、1401に位置する。318のベッドを持つこの公共病院は、126年以上の間、地区の住人や近隣の人に対して高品質な医療を提供してきた。カリフォルニア病院医療センターは、女性の健康や子供を持つ母親のような人にまで及ぶ、広範囲（整形外科から心臓学まで）な医療サービスを提供していると知られている。病院は、ダウンタウン・ロサンゼルスの中で、レベルIIの外傷センターとして働き、緊急処置室では毎年70,000人を超える患者を処置している。病院の近隣にはステイプルズ・センター、L.A.ライブ、ファッション・デザイン＆商業専門学校や、ファッション地区がある。

### 消防署
ロサンゼルス市消防局は、ダウンタウン・ロサンゼルスの以下の消防署を管理している。
- ステーション3 (シビック・センター/バンカー・ヒル)
- ステーション4 (リトル・トーキョー/チャイナ・タウン/ユニオン駅/オルヴェラ通り)
- ステーション9 (セントラル・シティ/ドヤ街)
- ステーション10 (中央地区協会)

### 警察
ロサンゼルス市警察は中央部共同警察署を管理している。

## 参照
1. ↑  Downtown LA Demographic Study 2013 Downtownla.com 2015年1月24日閲覧
2. ↑  FATHER CRESPI IN LOS ANGELES, USC Archived 2009年7月7日, at the Wayback Machine.
3. ↑  Downtown History, Downtown Center Business Improvement District Archived 2009年8月4日, at the Wayback Machine.
4. ↑  Westworld. 2000 Archived 2010年5月3日, at the Wayback Machine.
5. ↑  "Wall Street of the West Had Its Peaks, Crashes", Los Angeles Times.
6. ↑  “Salvatore Cartaino Scarpitta, Los Angeles Stock Exchange, bas reliefs”.   Publicartinla.com (1929年10月29日). 2009年6月13日閲覧。
7. ↑  “Last Remaining Seats”.   Laconservancy.org. 2009年6月13日閲覧。
8. ↑   (英語) well-heeled, (2024-03-18) 2024年4月7日閲覧。
9. ↑  David Pierson, "Whole Foods to Open Downtown L.A. Store in 2015," Los Angeles Times, July 31, 2013
10. ↑  http://www.downtownla.com/pdfs/econ_residential/1Q09HousingBook.pdf
11. ↑  Cara Mia DiMassa, "Downtown L.A. has gained people but lost jobs, report says", Los Angeles Times, February 21, 2007.
12. ↑   DowntownLA.com demographic study
13. ↑  “Ordinance brings new life into downtown L.A.'s Main Street”. Los Angeles Times. (2009年6月11日)
14. ↑  “Facilities, STAPLES Center”.   AEG Worldwide. 2008年8月28日時点のオリジナルよりアーカイブ。2009年6月13日閲覧。
15. ↑  Glaister, Dan (2005年5月27日). “Downtown looks up: Dan Glaister reports on ambitious plans to create a brighter, better and shinier heart of LA”. The Guardian (London: Guardian News and Media) 2012年7月19日閲覧。
16. 1 2  Sharon Bernstein and David Pierson, "L.A. moves toward more N.Y-style downtown", Los Angeles Times, August 8, 2007.
17. ↑  http://www.ladowntownnews.com/news/the-downtowners-of-distinction/article_1b311095-358e-5d39-ab5b-351f6dcb9c1a.html?mode=jqm
18. ↑  Vincent, Roger (2012年4月16日). “New owners turning Brockman Building into apartments”. Los Angeles Times
19. ↑   "Central L.A.," Mapping L.A., Los Angeles Times
20. 1 2 3 4 5 6 7 8 9 10 11 12 13 14 15 16 17   "Downtown," Mapping L.A., Los Angeles Times
21. 1 2 3 4 5  The Thomas Guide, 2006, pages 634 and 674
22. ↑  2012-2013 Official Visitors Map, Los Angeles Tourism & Convention Board, 2012
23. ↑  Wowtapka, Dawn (2013年11月26日). “In Downtown LA, a Housing Revival”. Wall Street Journal. Wall Street Journal 2014年7月13日閲覧。
24. ↑  Trounson, Rebecca (2012年4月12日). “A multicultural moment: Downtown L.A.'s population evenly split”. Los Angeles Times 2012年4月13日閲覧。
25. ↑   "Diversity," Mapping L.A., Los Angeles Times
26. ↑   "$20,000 or less," Mapping L.A., Los Angeles Times
27. ↑  “Metro Maps”.   Metro.net. 2009年6月13日閲覧。
28. ↑  “Metro Rapid”.   Los Angeles County Metropolitan Transportation Authority. 2009年6月13日閲覧。
29. ↑  DASH Schedule, LADOT.
30. ↑  DASH Weekend Schedule Archived 2009年6月15日, at the Wayback Machine., LADOT.
31. ↑  “アーカイブされたコピー”. 2009年5月24日時点のオリジナルよりアーカイブ。2010年2月28日閲覧。
32. ↑  "Joe Biden says California high-speed rail looking good for federal money", Los Angeles Times.
33. ↑  “Why High-Speed Trains?”.   Cahighspeedrail.ca.gov. 2009年6月13日閲覧。
34. ↑  “Streetcar”.   Bringing Back Broadway. 2009年6月3日時点のオリジナルよりアーカイブ。2009年6月13日閲覧。
35. ↑  “Progress”.   Bringing Back Broadway. 2009年6月13日閲覧。
36. ↑  “Locations: California”.   Greyhound.com. 2009年7月7日時点のオリジナルよりアーカイブ。2009年6月13日閲覧。
37. ↑  “LAX FlyAway”.   Los Angeles World Airports. 2013年5月24日閲覧。
38. ↑  Green, Emily (2009年5月23日). “LAPD green: landscaping at the new police headquarters”. Los Angeles Times 2009年6月13日閲覧。
39. ↑  “Little Tokyo looks to get back its vibes with new development”. The Japan Times Online (2008年10月10日). 2009年6月13日閲覧。
40. ↑  carllehmanpi.com (2009年4月3日). “Los Angeles Downtown News and Information ? LA Downtown News Online > Archives > News > Korean Air Plans $1 Billion Downtown Project”.   Downtownnews.com. 2009年6月13日閲覧。
41. ↑  “Curbed LA: Shiny Downtown Tower Is Out, New Park Is In”.   La.curbed.com (2009年1月14日). 2009年6月13日閲覧。
42. ↑  “LA City Hall - Student Reader”.   StudentReader.com (2012年10月24日). 2012年11月21日閲覧。
43. ↑  “Studio Daniel Libeskind: Los Angeles Planning Commission Approves First Libeskind Tower For Downtown La”.   Daniel-libeskind.com (2009年4月15日). 2009年6月13日閲覧。
44. ↑  “MerueloMaddux”.   MerueloMaddux. 2009年6月13日閲覧。
45. ↑  http://717olympic.com
46. ↑  http://www.ladowntownnews.com/news/the-development-scene-the-latest-info-on-downtown-projects/article_b91d651e-c3d5-11e2-8963-001a4bcf887a.html
47. ↑  The Grand Archived 2009年4月15日, at the Wayback Machine.. Thegrandla.com. Retrieved on 2013-07-29.
48. ↑  “L.A. Now”. The Los Angeles Times. (2009年2月10日)
49. ↑  RTKL Associates
50. ↑  “L.A. Live”.   L.A. Live. 2009年4月30日時点のオリジナルよりアーカイブ。2009年6月13日閲覧。
51. ↑  http://www.travelagewest.com/Travel/News/L-A--Live-to-Get-New-Renaissance-Hotel/#.Uhu7HNK-rfg
52. ↑  Vincent, Roger (2013年3月7日). “Marriott doubles down on high-rise hotels in L.A”. Los Angeles Times
53. ↑  “China's Greenland Buys Stake in Los Angeles Project”. Bloomberg
54. ↑  8:11 AM (2009年4月7日). “Amid slump, one part of downtown remains hot”. Los Angeles Times 2009年6月13日閲覧。{{cite news}}:  CS1メンテナンス: 数字を含む名前/author (カテゴリ)
55. ↑  Alexander Garvin. The American City, 2nd Edition, 2002.
56. ↑  "Central Health Center", Los Angeles County Department of Health Services. Retrieved on March 18, 2010.
57. ↑  "Southern California Liaison", California Department of Education. Retrieved on December 23, 2009.
58. ↑  "FRBSF Branches", Federal Reserve Bank of San Francisco. Retrieved on March 30, 2010.
59. ↑  Anschutz Entertainment Group Archived 2006年7月7日, at the Wayback Machine.. Retrieved on November 9, 2009.
60. ↑  "Los Angeles Archived 2012年7月31日, at WebCite", Sidley Austin. Retrieved on December 17, 2009.
61. ↑   "Downtown Schools," Mapping L.A., Los Angeles Times
62. ↑  Mapping L.A.,Los Angeles Times
63. ↑   Colburn School website
64. ↑  “Central Community Police Station ? official website of THE LOS ANGELES POLICE DEPARTMENT”.   Lapdonline.org. 2009年6月13日閲覧。